# Mars 2010 en sport
Pour un article plus général, voir 2010 en sport.

## Principaux rendez-vous
- 5 au 7 mars : Rallye du Mexique 2010.
- 7 au 14 mars : Paris-Nice 2010.
- 10 au 16 mars : Tirreno-Adriatico 2010.
- 12 au 14 mars : Championnats du monde d'athlétisme en salle à Doha.
- 14 mars : Grand Prix automobile de Bahreïn 2010.
- 19 au 21 mars : Championnats du monde de short-track 2010.
- 20 mars : Milan-San Remo 2010.
- 21 mars : finale de la coupe anglo-galloise de rugby à XV.
- 22 au 28 mars : Tour de Catalogne 2010.
- 24 au 28 mars : Championnats du monde de cyclisme sur piste 2010.
- 27 au 28 mars : Critérium international 2010.
- 27 mars au 3 avril 2010 : Championnat du monde moins de 18 ans de hockey sur glace féminin.
- 28 mars : Championnat du monde de cross-country.

- 28 mars : Wrestlemania XXVI.

## Faits marquants
- 13 mars : le boxeur philippin Manny Pacquiao défend son titre WBO des mi-moyens contre le ghanéen Joshua Clottey, par décision unanime des juges.
- 20 mars : le coureur Imana Marga (22 ans) est devenu champion du monde de cross-country à Punta Umbria (sud de l'Espagne). Il a couru les 12 km du parcours en 33 min 50 s, devançant les Kényans Paul Kipngetich Tanui et Vincent Kiprop Chepkok.